# هوگه

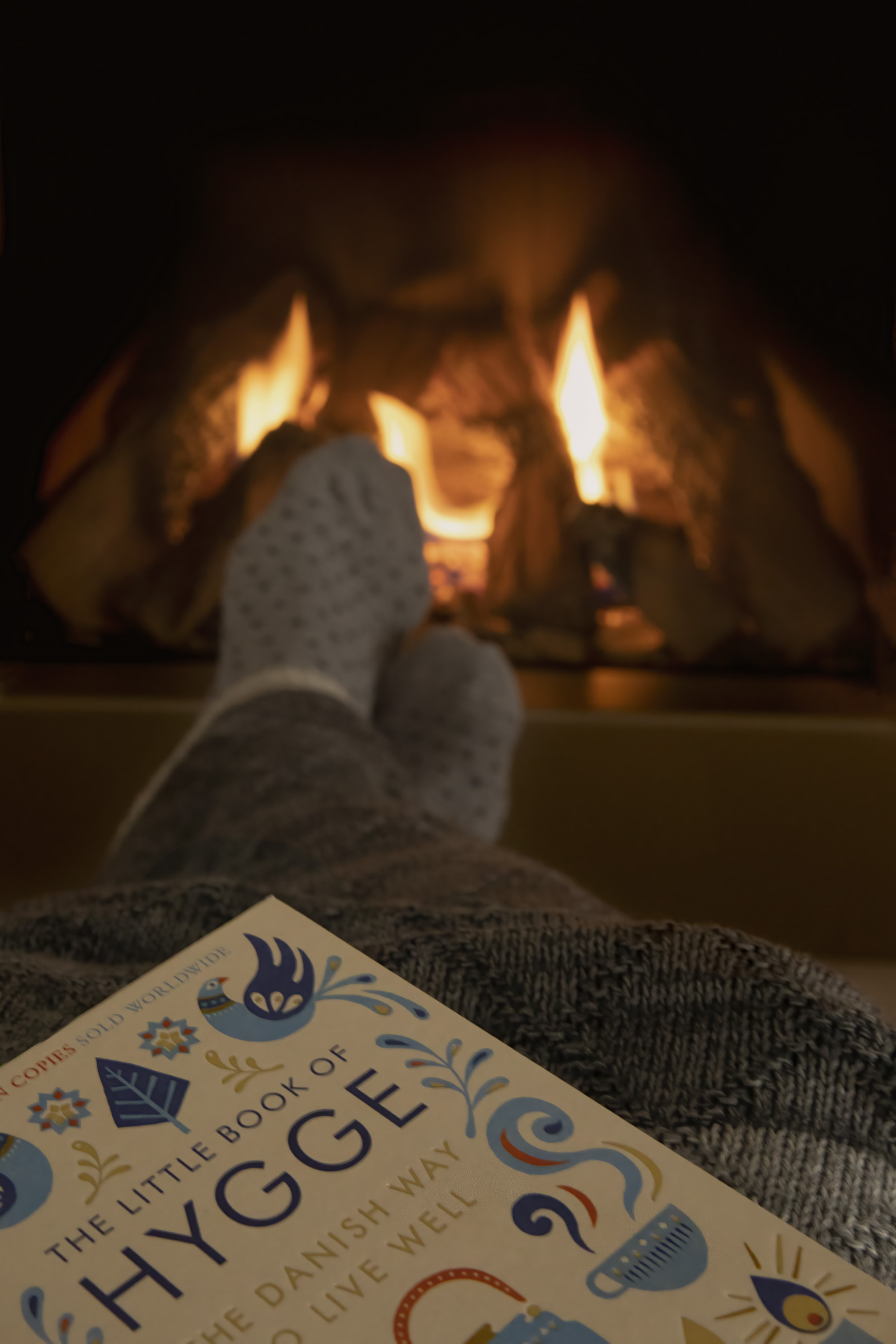
تصویری از ارامش هوگه

هوگه (به دانمارکی: Hygge) کلمه‌ای دانمارکی و منظور از آن ایجاد فضاهای دِنج و راحت و آرامش‌بخش در خانه یا مکان‌های دیگر است. در سال‌های اخیر، hygge به ویژگی مشخصی از فرهنگ دانمارکی تبدیل شد. در هر دو کشور دانمارک و نروژ، هوگه اشاره به «یک نوع همبستگی روزمره»، «یک تجربه روزمره دلپذیر و بسیار ارزشمند از ایمنی، برابری، یکپارچگی شخصی و یک جریان اجتماعی خود به خود» است. هوگه شامل هر چیزی خوب، راحت، امن و شناخته شده‌است.
فرهنگ لغت انگلیسی کالینز این واژه را «مفهومی که در دانمارک ایجاد می‌شود، تعریف می‌کند تا جوهایی را ایجاد کند که آرامش بخش هستند».